# Unrechtsstaat

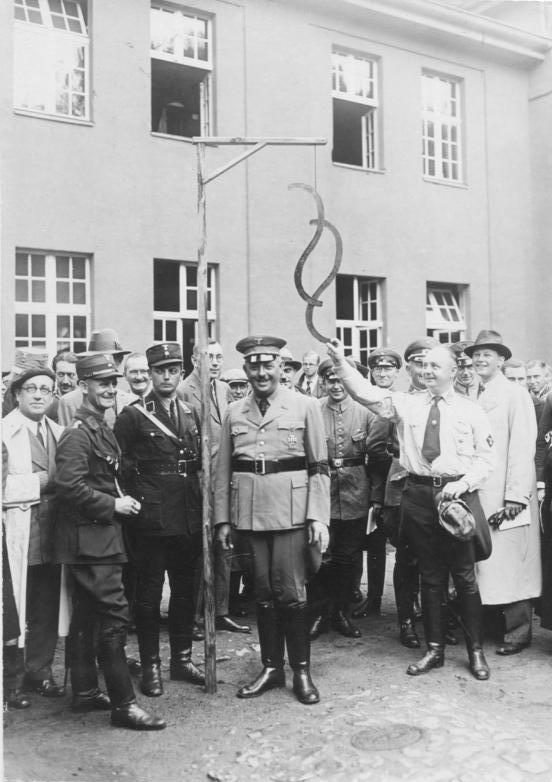
Nationalsozialistisches Deutschland: Der preußische Justizminister Hanns Kerrl bei der Besichtigung des Galgens mit daran aufgehängtem Paragraphenzeichen im Lager für Rechtsreferendare in Jüterbog. Links neben ihm der Lagerleiter Oberstaatsanwalt Christian Spieler und dessen Stellvertreter, SA-Sturmführer Heesch (August 1933)

Unrechtsstaat ist eine abwertend gebrauchte Bezeichnung für einen Staat, der kein Rechtsstaat ist. Im Unrechtsstaat setzen sich „die Machthaber willkürlich über das Recht hinweg“; seine Bürger seien „staatlichen Übergriffen schutzlos preisgegeben“. Es handelt sich um ein politisches Schlagwort, mit dem die Regime sowohl Deutschlands zur Zeit des Nationalsozialismus als auch der DDR gekennzeichnet werden. Die Gleichsetzung beider Systeme durch den Begriff des Unrechtsstaats ist umstritten. Die Debatte hat Eingang in den rechtswissenschaftlichen Diskurs gefunden, der sich insbesondere um eine Definition des Begriffs bemüht.

## Begriffsursprung
Der Begriff wird auf den preußischen Katholiken Peter Reichensperger (1810–1892) zurückgeführt. Mit dem Begriff des Unrechtsstaates wollte Reichensperger andeuten, dass Preußen ein solcher würde, wenn es die Rechte seiner katholischen Untertanen beschneidet. In der 24. Sitzung der Zweiten Kammer des Preußischen Landtags am 12. Februar 1853 äußerte der Abgeordnete Reichensperger: „Ich denke, der Rechtsstaat besteht darin, dass der Obrigkeit das Schwert zum Schrecken der Bösen anvertraut ist, und zum Schutze derer, die in ihrem Recht sind, ihr Recht üben; einen Unrechtsstaat würde man dagegen meines Erachtens denjenigen zu nennen haben, welcher die Unruhestifter schützen und diejenigen bedrohen wollte, die in ihrem Rechte sind.“

## Begriffsinhalt
Gustav Radbruch (SPD), während der Weimarer Republik Reichsjustizminister, wandte den Begriff 1946 in seinem epochemachenden Aufsatz Gesetzliches Unrecht und übergesetzliches Recht, in dem er die Radbruch’sche Formel prägte, auf das NS-Regime an: Um „die Wiederkehr eines solchen Unrechtsstaates“ zu verhüten, müsse der materiellen Gerechtigkeit Vorrang vor dem positiven Recht eingeräumt werden, wenn dieses unerträglich ungerecht sei oder die Gleichheit aller Menschen bewusst verleugne. In Nachfolge Radbruchs wurde der Begriff Unrechtsstaat dann lange zur Kennzeichnung des nationalsozialistischen Deutschlands benutzt.
Nach Ansicht von Horst Sendler ist es kennzeichnend für einen Unrechtsstaat, dass es daran fehlt, dass die Verwirklichung des Rechts angestrebt und im Großen und Ganzen erreicht wird. Dabei machten einzelne Rechts- und Verfassungsverstöße einen Staat noch nicht zum Unrechtsstaat, da diese mitunter auch in Rechtsstaaten vorkommen. Auch sei ein Staat nicht schon dann als „Unrechtsstaat“ zu bezeichnen, wenn er nicht dem Modell des klassischen bürgerlichen Rechtsstaats und insbesondere nicht dem bundesdeutschen Rechtsstaatsbegriff entspricht. Andererseits schließe der Begriff „Unrechtsstaat“ nicht aus, dass es in einem derartigen Staat auch Bereiche gibt, in denen Rechtsstaatlichkeit herrscht und Gerechtigkeit geübt wird. Gerd Roellecke hält es demgegenüber für entscheidend, dass ein Unrechtsstaat nicht die Gleichheit aller Menschen voraussetze. Im Unterschied zu historischen „Nichtrechtsstaaten“ könnten Unrechtsstaaten nach dem Stande der historischen Entwicklung auch Rechtsstaaten sein.

## Verwendung in juristischen Texten
Im Remer-Prozess schloss sich das Gericht 1953 in seinem Urteil der Argumentation des Generalstaatsanwalts Fritz Bauer an, „dass der Staat Hitlers nicht ein Rechtsstaat, sondern ein Unrechtsstaat“ gewesen sei, gegen den Widerstand zu leisten als Notwehr gerechtfertigt sei.

„Die Strafkammer ist der Auffassung, daß der nationalsozialistische Staat kein Rechtsstaat, sondern ein Unrechtsstaat war, der nicht dem Wohle des deutschen Volkes diente. Dabei braucht hier auf die Frage der Verfassungsmäßigkeit des NS-Staates nicht näher eingegangen zu werden. All das, was das deutsche Volk, angefangen vom Reichstagsbrand über den 30. Juli 1934 und den 9. November 1938 hat über sich ergehen lassen müssen, war schreiendes Unrecht, dessen Beseitigung geboten war. Es ist schwer, bitter und hart für ein deutsches Gericht, so etwas aussprechen zu müssen.“

Bauer fasste den Begriff des Unrechtsstaates eng: Dass etwa das faschistische Italien darunter zu rechnen sei, bezweifelte er, da dort kein „Feind“ definiert gewesen sei, der systematisch „ausgemerzt“ werden sollte. Diese Bedingungen erfüllten seines Erachtens nur das NS-Regime und die stalinistische Sowjetunion.
Der Begriff Unrechtsstaat wurde außerdem in einer Proklamation des Bundespräsidenten Heinrich Lübke aus dem Jahr 1963 verwendet, worin der 17. Juni zum nationalen Gedenktag erklärt wurde. In abgewandelter Form als „Unrechts-Regime“ wird der Begriff in Art. 17 Satz 2 Einigungsvertrag – in der Formulierung „SED-Unrechts-Regime“ – verwendet, ebenso im Gesetz über das Ruhen der Verjährung bei SED-Unrechtstaten vom 26. März 1993 und in Art. 315a des Einführungsgesetzes zum Strafgesetzbuch (EGStGB), wo jeweils vom „SED-Unrechtsregime“ die Rede ist. In der Formulierung „nationalsozialistisches Unrechtsregime“ wird der Begriff in § 1 des Gesetzes zur Aufhebung nationalsozialistischer Unrechtsurteile in der Strafrechtspflege ebenfalls benutzt. In Thüringen ist der 17. Juni Gedenktag für die Opfer des SED-Unrechts.
Auch in der wissenschaftlichen staatsrechtlichen Diskussion werden die Begriffe Unrechtsstaat und Unrechtssystem – insbesondere in Bezug auf die DDR – oft gebraucht. Auf das „Dritte Reich“ wurde der Ausdruck „Unrechtsstaat“ erstmals im Jahr 1979 in einer rechtswissenschaftlichen Publikation angewendet.
In der Rechtsprechung deutscher Gerichte wurden sowohl das „Dritte Reich“ als auch die DDR als Unrechtsstaat bezeichnet. Ein anderes Beispiel aus der Rechtsprechung ist Myanmar, das in einem Urteil des Verwaltungsgerichts Karlsruhe von 2008 „angesichts der seit Jahrzehnten andauernden Diktatur der Militärjunta“ als Unrechtsstaat charakterisiert wurde.

## Verwendung in der Diskussion um die DDR

### Historisch-politische Diskussion
Der Unrechtsstaatsbegriff spielt in der historisch-politischen Diskussion um die Bewertung der Deutschen Demokratischen Republik bis zur Wende 1989/90 eine herausragende Rolle. Bundespräsident Roman Herzog etwa erklärte am 26. März 1996 vor der Enquête-Kommission Überwindung der Folgen der SED-Diktatur im Prozeß der deutschen Einheit über die DDR: „Sie war ein Unrechtsstaat.“ Ebenso äußerte sich im Jahr 2009 auch Bundeskanzlerin Angela Merkel. Der Historiker Ilko-Sascha Kowalczuk vertritt ebenfalls die These, die DDR sei ein Unrechtsstaat gewesen. Dies begründet er mit dem Fehlen einer Verwaltungsgerichtsbarkeit und Gewaltenteilung: Die Justiz sei nie unabhängig von den politischen Vorgaben von Staat und Partei gewesen. Das Strafgesetzbuch der DDR habe zahlreiche politische Straftatbestände gekannt wie staatsfeindliche Hetze, Staatsverleumdung, Zusammenrottung usw., was zu einer großen Zahl von politischen Gefangenen geführt habe. Diese hätten in der Mehrzahl einfach nur das Land verlassen wollen oder seien wegen Weitergabe unerwünschter Literatur wie George Orwells 1984 kriminalisiert worden:

„Unrecht war strukturell und politisch bedingt, Recht blieb stets willkürlich.“

Die Gleichsetzung des DDR-Regimes mit dem NS-Staat durch den Begriff des Unrechtsstaats ist sowohl unter Politikern als auch Juristen umstritten. Vor allem Politiker der Linkspartei wehren sich gegen die Charakterisierung der DDR als Unrechtsstaat, beispielsweise die Politikerin Gesine Lötzsch mit der Begründung, der Begriff „Unrechtsstaat“ sei ein propagandistischer Kampfbegriff, der brandmarken solle. Lothar de Maizière, letzter Ministerpräsident der DDR und Mitglied der CDU (DDR), bezeichnet die Vokabel „Unrechtsstaat“ als unglücklich, da der Begriff unterstelle, dass alles, was dort im Namen des Rechts geschehen ist, Unrecht gewesen sei. Auch die Politikwissenschaftlerin Gesine Schwan lehnt die pauschalisierende Anwendung des Begriffs „Unrechtsstaat“ auf die DDR ab. Zwar sei die DDR kein Rechtsstaat gewesen, ihre einseitige Beschreibung als Unrechtsstaat stelle aber Arbeit und Leben sämtlicher ehemaliger DDR-Bürger unter einen moralischen Generalverdacht. Reinhard Höppner machte geltend, die DDR sei mehr gewesen als ein Unrechtsstaat. Sie sei auch der Versuch gewesen, „eine gerechtere Gesellschaft zu gestalten“. Das Scheitern diskreditiere „nicht unbedingt diejenigen, die auf diesem Weg nach einer gerechteren Gesellschaft suchten.“
In den Koalitionsgesprächen zur Regierungsbildung der neuen Landesregierung in Thüringen 2014 wurde die Anerkennung der Bezeichnung „Unrechtsstaat“ zur Voraussetzung der Fraktionen von Bündnis 90/Die Grünen und der SPD, um mit der Linken eine Regierungskoalition zu bilden. Um dennoch eine Regierungsbildung zu ermöglichen, einigte man sich auf einen Kompromiss, indem die DDR als „in der Konsequenz ein Unrechtsstaat“ bezeichnet wurde. Die Bundesvorsitzende Katja Kipping erklärte dazu, dass sie „die Formulierung, die die Thüringer da gefunden haben in den Sondierungsgesprächen, vollkommen richtig“ fände. Gregor Gysi, Fraktionsvorsitzender der Partei im Deutschen Bundestag, setzte sich im Nachhinein gegen die Bezeichnung ein. Im Wahlkampf zur Thüringer Landtagswahl 2019 äußerten sich die Ministerpräsidenten Bodo Ramelow (Thüringen) und Manuela Schwesig (Mecklenburg-Vorpommern) erneut zum Begriff und sagten den Zeitungen der Funke Mediengruppe: „Die DDR war eindeutig kein Rechtsstaat.“ Der Begriff klinge aber so, „als sei das ganze Leben Unrecht gewesen. Wir brauchen aber mehr Respekt vor ostdeutschen Lebensleistungen.“ Werner Schulz unterstrich in diesem Zusammenhang, dass das Unrecht in der DDR nicht von Einzeltätern verübt wurde, sondern organisiert war und der Herrschaft der SED diente.
Der Brandenburger Generalstaatsanwalt Erardo Cristoforo Rautenberg bestreitet, dass der Begriff Unrechtsstaat, wie ihn in den 1950er Jahren Fritz Bauer definierte, auf die DDR anzuwenden sei. Ähnlich kritisierte dies Bodo Ramelow. Der Begriff Unrechtsstaat sei für ihn „unmittelbar und ausschließlich mit der Zeit der Naziherrschaft und dem mutigen Generalstaatsanwalt Fritz Bauer und seiner Verwendung des Rechtsbegriffs ‚Unrechtsstaat‘ in den Auschwitz-Prozessen verbunden.“ Auch die Justizministerin von Mecklenburg-Vorpommern, Jacqueline Bernhardt (Die Linke), lehnt den Begriff ab, da er ihrer Meinung nach „die Lebensleistung der Ostdeutschen zunichtemacht“. Die Opposition im Landtag von Mecklenburg-Vorpommern sowie Bundesjustizminister Marco Buschmann warfen Bernhardt daraufhin Verharmlosung der DDR vor. Buschmann wies darauf hin, dass der Begriff nicht die Menschen in der DDR bezeichne – diese seien vielmehr die Opfer des Unrechts gewesen –, sondern die Staatsorgane der SED.
Der Soziologe Karl-Adolf Otto stellte unter Berufung auf ein Gutachten des Wissenschaftlichen Diensts des Bundestags fest, dass es eine wissenschaftlich haltbare Definition des Begriffs Unrechtsstaat weder in der Rechtswissenschaft noch in den Sozial- und Geisteswissenschaften gibt, im Völkerrecht existiere er überhaupt nicht. Der DDR sei ein Wille zur Schaffung einer gerechten Staats- und Rechtsordnung nicht abzusprechen, sie sei eine Diktatur, nicht aber ein Unrechtsstaat gewesen.

### Juristischer Diskurs
Auch unter Juristen ist umstritten, inwieweit die DDR als Unrechtsstaat bezeichnet werden könne. Horst Sendler vertritt die Ansicht, die DDR sei „im Kern ein Unrechtsstaat“ gewesen, weil die Gesetze „nur Versatzstücke“ gewesen seien, die „bei Bedarf beiseitegeschoben werden“ konnten, wenn sie „der Staatsführung […] oder sonstigen zur Entscheidung befugten Organen“ nicht passten; die DDR habe „drastisch-salopp“ gesagt „aufs Recht gepfiffen“. Demgegenüber meint Ingo Müller, dass genauso wenig der Unrechtsstaat an sich existiere wie ein Staat, der sich ein für alle Mal den Ehrentitel „Rechtsstaat“ erworben habe, sodass die einzelnen stattgefundenen Unrechtsakte jeweils für sich bewertet werden müssten. Rudolf Wassermann vermeidet den Begriff „Unrechtsstaat“, hebt aber hervor, dass die „sozialistische Rechtspflege“ die bürgerlichen Vorstellungen vom Rechtsstaat ausdrücklich bekämpfte. Dem Rechtsstaat „wesensfremd“ sei besonders auch die politisch gesteuerte Leitung der Rechtsprechung. Volkmar Schöneburg plädiert dafür, die Rechtsnormen sowohl im NS-Staat als auch in der DDR genau zu analysieren und nicht einfach durch die Kategorie „Unrechtsstaat“ zu ersetzen. Der Publizist und Jurist Thomas Claer sieht eine Gleichsetzung von DDR und NS-Regime durch den Begriff des Unrechtsstaats kritisch, da sich dabei die Gefahr einer Verharmlosung der Naziherrschaft aufdränge, die ganz andere Dimensionen des Unrechts erreichte, insbesondere sei „mangels einer ‚Unrechtsideologie‘ […] die DDR folglich nicht als Unrechtsstaat anzusehen.“
Das Bundesverfassungsgericht hatte gegenüber der DDR stets „eine vorsichtige und letztlich nichts präkludierende Entscheidungsstrategie befolgt: Man hat sich geweigert, die andere deutsche Republik als ‚den Unrechtsstaat durch und durch‘ zu betrachten […].“
Das Amtsgericht Tiergarten wies 2012 im Rahmen eines Urteils gegen einen Oberst des Ministeriums für Staatssicherheit dessen Behauptung zurück, bei der DDR habe es sich nicht um einen Unrechtsstaat gehandelt. „Aufgrund des gegenwärtigen Standes der Geschichtsforschung und der rechtskräftigen Verurteilung führender Persönlichkeiten der ehemaligen DDR steht fest“, so das Gericht, „dass es sich bei der ehemaligen DDR um eine Gewalt- oder Willkürherrschaft gehandelt hat.“

## Weitere Begriffsverwendung
Im Februar 2016 kritisierte der CSU-Vorsitzende Horst Seehofer die Regierung Merkel wegen ihres seines Erachtens rechtlich nicht gedeckten Agierens in der Flüchtlingskrise und sprach von einer „Herrschaft des Unrechts“. Diese Formulierung führte verbreitet zu Kritik, weil Seehofer die Bundesrepublik sprachlich nah an den Unrechtsstaat der NS-Diktatur rückte.